# Markus Söder
Markus Thomas Theodor Söder (Nuremberga, 5 de janeiro de 1967) é um político alemão, membro do partido União Social-Cristã. Em 2018, sucedeu seu correligionário Horst Seehofer como Ministro-presidente da Baviera.